# Waldemar Achramowicz
Waldemar Kazimierz Achramowicz (ur. 3 października 1949 w Toruniu) – polski polityk, samorządowiec, w latach 1999–2006 marszałek województwa kujawsko-pomorskiego.

## Życiorys
Z wykształcenia ekonomista, absolwent Uniwersytetu Mikołaja Kopernika. Pracował na kolei. Należał do PZPR, potem związany z Sojuszem Lewicy Demokratycznej. Pracował w spółkach kolejowych w Inowrocławiu. Od 1994 do 1998 sprawował mandat radnego Torunia. W latach 1999–2006 przez dwie kadencje pełnił funkcję marszałka województwa kujawsko-pomorskiego. Od 1998 do 2010 nieprzerwanie zasiadał w sejmiku województwa. W 2010 nie uzyskał reelekcji. Cztery lata później także nie zdobył mandatu. W wyborach parlamentarnych w 2007 bez powodzenia kandydował do Sejmu z listy LiD. Objął funkcję dyrektora generalnego w prywatnej spółce.
W 2004 otrzymał Złoty Krzyż Zasługi.
Jest bratem polityk Grażyny Ciemniak.